# Portulaca sardoa
Portulaca sardoa är en portlakväxtart som beskrevs av Danin, Bagella och Marrosu. Portulaca sardoa ingår i släktet portlaker, och familjen portlakväxter. Inga underarter finns listade i Catalogue of Life.